# 格氏異躄魚
格氏異躄魚是輻鰭魚綱鮟鱇目躄魚亞目躄魚科的其中一種，為亞熱帶海水魚，分布於東印度洋區，包括澳洲西部、小犬島至袋鼠島海域，為特有種，體長可達19公分，棲息在沿岸礁石區至大陸棚，生活習性不明。